# 4K 8Kテレビ放送

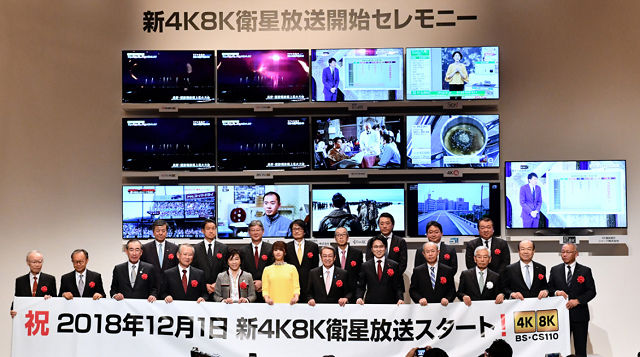
新4K8K衛星放送開始セレモニー（2018年12月1日）

4K 8Kテレビ放送（よんケイはちケイテレビほうそう、4K 8K Television broadcasting）は、現行の高精細度テレビジョン放送（ハイビジョン。1080i（2K）や720p）に比べ、映像・動画の解像度（画素数）が高い映像4K（2160p）や8K（4320p）の「スーパーハイビジョン」で行われる日本の放送の通称。
2013年に次世代放送推進フォーラム（NexTV-F）が設立され試験放送を行った。2016年4月1日にはNexTV-Fとデジタル放送推進協会（Dpa）が合併し、放送サービス高度化推進協会（A-PAB）が発足。
2018年12月1日からは、BSで本格的に家庭向け4K・8K放送が開始された。

## 概要

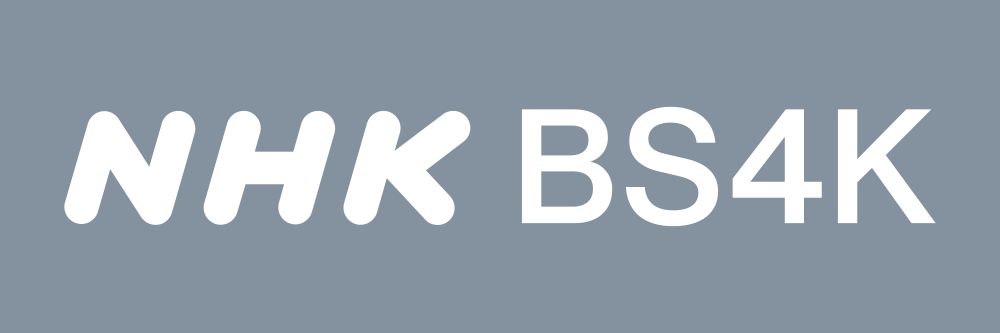
4K（2160p）放送BSチャンネルの一例、NHK BS4Kのロゴ。

映像の解像度を標準解像度（SDTV） - 高精細度（HDTV） - 超高精細（UHDTV）と分類した場合、UHDTVで行われる放送に該当する。これを略してUHDと呼ばれることも多い。H.265（HEVC）で圧縮された映像を、地上波、衛星放送、ケーブルテレビ、IP放送、ビデオ・オン・デマンド（VOD）などで伝送する放送サービスが実施・計画されている。日本放送協会（NHK）は4K・8Kをスーパーハイビジョン（SHV）として実用化を進めている。
日本は2014年6月2日から2016年3月31日まで、スカパー!プレミアムサービス（124/128度CS）において4Kテレビ放送のChannel 4K（チャンネルフォーケイ）が行われた。
日本国内における現行のテレビジョン放送方式であるISDBでは、BS/CS（110度）放送で4K・8K放送を行うため、2016年8月1日にA-PABとNHKの共同で実験放送が開始された。そして、2018年12月1日にNHKのBS4K並びにBS日テレを除く民放キー局系列のBS放送各社で一斉に4K放送が、NHKではBS8Kとして8K放送の実用放送が開始された。2018年以前の放送（2K放送）と区別するため「新4K8K衛星放送」（しんよんケイはちケイえいせいほうそう）の名称を用いている。
地上波では2018年に4K実験放送が開始された。関東広域圏では同年10月31日から断続的に放送大学の旧地上デジタル放送のチャンネル28chを使用して放送した。東海広域圏では同年11月20日に東海総合通信局から放送免許が付与され、断続的に中京テレビの旧・地上アナログ放送のチャンネル35chを利用して放送された。本放送に向けては空いている周波数がないため、リパック（物理チャンネルの整理）するか、現行放送に多重する方式として、水平垂直・偏波による多重と、階層分割多重（LDM）が検討されていた。

## 日本の主な4K・8K放送

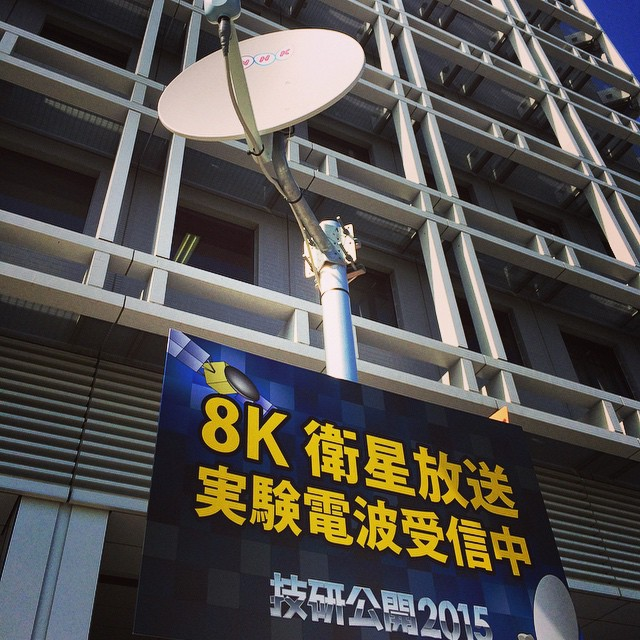
NHK放送技術研究所による8K衛星放送の公開実験（2015年）

日本国内で実施されている4K・8K放送と今後予定されている4K・8K放送。
- ［］内の数字はリモコンキーID。
- 視聴料金 / 有料放送管理サービス
  - ○ - 無料放送
  - ◇ - NHK-BSの受信料
  - ☆ - スカパー!（110度）

### 4K放送
4K UHDTV（2160p、3840×2160）は2Kの4倍（横2倍×縦2倍）である。
BS
右旋
- NHK BSプレミアム4K［1］◇
- BS日テレ 4K［4］○
- BS朝日 4K［5］○
- BS-TBS 4K［6］○
- BSテレ東 4K［7］○
- BSフジ 4K［8］○
- ショップチャンネル 4K［11］○（2025年3月31日まで左旋）
- 4K QVC［12］○（2025年3月31日まで左旋）

左旋
なし
CS 左旋
なし
ケーブルテレビ
- ケーブル4K → satonoka 4K

#### 過去
BS
右旋
- NHK BS4K［1］◇（2023年11月30日終了 同リモコンキーIDでNHK BSプレミアム4Kに再編）

左旋
- WOWOW 4K［9］☆（2025年2月28日終了）
- ザ・シネマ 4K［10］☆（2021年4月30日終了 一部のケーブルテレビでの放送も2023年3月31日終了）

CS 左旋（全て☆）
- J SPORTS 1〜4（4K）（821〜824）（2024年3月31日終了）
- 日本映画+時代劇 4K（880）（2024年3月31日終了 一部のケーブルテレビでは放送を継続中）
- スターチャンネル 4K（881）（2024年3月31日終了）
- スカチャン1・2 4K（882・883）（2024年3月31日終了）

スカパー!プレミアムサービス
- Channel 4K（502）（2016年3月31日終了 4K試験放送）
- スカパー!4K（595〜597）（2018年11月25日終了）
- ショップチャンネル 4K（597）（2020年3月31日終了 BSでは放送を継続）
- 4K QVC（598）（2020年3月31日終了 BSでは放送を継続）
- スカチャン1 4K（596）（2024年3月31日終了）

#### 歴史
- 2014年
  - 6月2日 スカパー!プレミアムサービスで4K試験放送のChannel 4K（Ch.502）が放送開始。
  - 10月27日 ひかりTVで4K VODが配信開始。
- 2015年
  - 3月1日 スカパー!プレミアムサービスでスカパー!4K総合（Ch.596）・スカパー!4K映画（Ch.595）が放送開始。
  - 11月30日 ひかりTVで4K IPが放送開始（ひかりTVチャンネル4K）。
  - 12月1日 ケーブルテレビ向けのケーブル4Kが放送開始[8]。
- 2016年
  - 3月31日 4K試験放送のChannel 4Kが放送終了[9]。
  - 5月1日 スカパー!プレミアムサービスでスカパー!4K体験（Ch.597）が放送開始。
  - 8月1日 BS放送でNHKによる4K試験放送開始（地デジ難視対策放送終了後の空き周波数帯域、BS-17chを使用）。
  - 12月1日 NHKと同じBS-17chでA-PAB（旧：NexTV-F）が4K試験放送開始。
- 2017年1月11日 総務省が2018年に開始予定の4K/8K実用放送の参入事業者を決定[10]。
- 2018年
  - 6月6日 東芝映像ソリューション（現：TVS REGZA）がISDBの4Kチューナ内蔵テレビを販売開始、他のメーカーも冬までに内蔵テレビ、外付けチューナを販売する。
  - 7月23日 BS放送でNHKによる4K試験放送が終了[11]。
  - 11月25日 スカパー!プレミアムサービスのスカパー!4Kが放送終了。
  - 12月1日 右旋BS放送（BS朝日 4K［5］、BS-TBS 4K［6］、BSテレ東 4K［7］[注 3]、BSフジ 4K［8］、NHK BS4K［1］）および左旋BS放送（ショップチャンネル 4K［11］、4K QVC［12］、ザ・シネマ 4K［10］[注 4]）と110度CS左旋（J SPORTS 1〜4（4K）、日本映画+時代劇 4K、スターチャンネル 4K、スカチャン1・2 4K）で4K実用放送開始[12]。NHK BS4Kは毎日6時から翌0時までの間、4K放送を実施する[13]。この時点で［4］と［9］も予約される。同日、スカパー!プレミアムサービスでも3チャンネル（スカチャン1 4K、ショップチャンネル 4K、4K QVC）の4K放送を開始。
- 2019年9月1日 右旋BS放送にてBS日テレ 4K［4］が4K実用放送開始[注 5]。
- 2020年3月31日 スカパー!プレミアムサービスのショップチャンネル 4K（Ch.597）と4K QVC（Ch.598）が放送終了。
- 2021年
  - 3月1日 左旋BS放送にてWOWOW 4K［9］が4K実用放送開始[注 6]。
  - 4月30日 左旋BS放送でのザ・シネマ 4Kが放送終了[注 7]。
- 2023年12月1日 NHK BS4KがNHK BSプレミアム4Kに再編され、24時間放送を開始。ケーブル4Kがsatonoka 4Kにリニューアル[14]。
- 2024年3月31日 左旋110度CS放送（J SPORTS 1〜4（4K）、日本映画+時代劇 4K[注 8]、スターチャンネル 4K、スカチャン1・2 4K）とスカパー!プレミアムサービスの4K放送（スカチャン1 4K）が終了[15]。
- 2025年
  - 2月28日 左旋BS放送でのWOWOW 4Kが放送終了[16]。
  - 3月31日 左旋BS放送でのショップチャンネル 4K、4K QVCの放送を終了[17][18]。
  - 4月1日 右旋BS放送でのショップチャンネル 4K、4K QVCの放送を開始[17][18]。

### 8K放送
8K UHDTV（4320p、7680×4320）は2Kの16倍（縦横各4倍）である。スーパーハイビジョンでは60Hzに加え、120Hzのフレームレートを目標にしている。
BS 左旋
- NHK BS8K［2］◇

#### 歴史
- 2016年8月1日 BS放送でNHKによる8K試験放送開始（地デジ難視対策放送終了後の空き周波数帯域、BS-17を使用）。
- 2017年12月1日 シャープが世界初の家庭用8Kテレビ（LC-70X500）を発売。
- 2018年
  - 7月23日 BS放送でNHKによる8K試験放送が終了[11]。
  - 12月1日 左旋BS放送にてNHK BS8K［2］が8K実用放送開始[12]。毎日10時から22時10分までの間、8K放送を実施する[13]。

## 問題点
- 地上波デジタル放送でHDTVへの移行が完了した直後に更に4Kカメラや対応設備に投資が必要となり、地上波での4K放送ができるか不明にも関わらず膨大な費用がかかるため（4Kで放送されるされないにかかわらず4K以上に移行している）、放送局からは懐疑的な声があった[19][注 9]。NHKの連続テレビ小説が4K制作移行をきっかけに週間の放送日数が6日から5日に削減されるなど、4K以上に移行することによる費用などの増大に呼応する動きも見られる。
- NHKとキー局系BS局のBS2K放送は4K・8Kのためにスロットが削減され、画質が低下している[注 10]。
  - また、NHKはBS4K、BS8Kの開局に伴いBSチャンネルが4波となったため、経営の合理化のために2020年代に2Kで放送されているBS1とBSプレミアムのどちらかが減波される予定[20]とされ、2021年度から3カ年の経営計画案に、BSは4つを2つ以下に集約する方針を盛り込む予定で、BS放送は報道中心の「BS1」、娯楽番組中心の「BSプレミアム」、高画質放送「BS4K」の3チャンネルを段階的に1つに集約、「BS8K」は維持する方向[21]そして、2024年6月末に「BSプレミアム」を停波し、同年7月以後は「BS1」を下地とした「BS」と、「BSプレミアム」・「BS4K」を下地として統合する「BSプレミアム4K」の2つに再編させた[22]。
- 8Kは、日本ではNHKのみが推進・放送している状況で、受信機[注 11]も放送開始時点ではシャープのみが製造・販売している状況にあった。ただし、海外ではすでにサムスン電子やLGエレクトロニクスなども生産しており、日本でもシャープに続きソニー（ソニーホームエンタテインメント&サウンドプロダクツ）が生産を開始している。
- 受信側も、対応するテレビ[23]やチューナー[注 12]や左旋偏波対応のアンテナ（チャンネルによる）、分配器など新たな機材の購入や工事が必要となる[24][25]。
- 特に在京キー局系の4Kチャンネルは、同じ番組を放送している2Kチャンネルと比べて映像が暗いことが指摘されている[26]。
  - この件について朝日新聞は特集記事で「市販の4Kテレビの最大輝度が不足している」点を指摘している[27][28]が、「規格上の数字とそれを表示する輝度は異なる」「民放各局がスタンダードダイナミックレンジ（SDR）規格の映像を、本来はハイダイナミックレンジ（HDR）規格の映像を放送する規格であるハイブリッド・ログ=ガンマ（HLG）方式で放送していることが原因である」点も指摘されている[29]。
- 4K放送を録画したBDが無変換記録（DRモード）であっても、記録方式が「MMT TLV」・「MPEG-2 TS」とメーカーによって異なるため、他社の4K放送対応のBDレコーダーで再生できない場合がある[30]。
- ケーブルテレビに於いては、一部の局で4K放送を受信することができるが、この場合でも4Kの本来の画質を視聴する場合は、4K対応のテレビ受像機が必要である（ただし全く受信できないというわけではなく、従来の2Kテレビでもダウンコンバートではあるが視聴できる。なおトランスモジュレーション方式を採用している局では4K対応テレビがあっても直接は受信できず、専用のセットトップボックスの設置が必要）。8Kは当面従来型のHFCケーブルテレビでは配信が行われていない（FTTH=光ファイバーを利用した局では一部対応している局がある）[31]。なお、JCOMなどの4K対応セットトップボックスを介して録画する場合は2022年10月現在、DR（標準録画モード）のみに対応しており、市販のBDレコーダーへLANで介してダビングをすることもできない[32]。ただし、BDレコーダーを内蔵したセットトップボックス（一部の対応局）[33]であれば、ハードディスクドライブからのダビングという形で、ブルーレイディスクに録画することは可能である[34]。